# 俄羅斯—切爾克西亞戰爭
俄羅斯－切爾克西亞戰爭（羅馬化：Wurıs-adığə zawə，1763–1864）是俄罗斯帝国為入侵切尔克西亚而發動的一場戰爭 。戰爭始于1763年，那年俄罗斯帝国開始進攻切尔克西亚，随后切尔克西亚當局抵抗俄羅斯帝國， 1864年5月21日（舊曆），最后一支切尔克西亚军队被俄罗斯帝国击败。
俄罗斯－切尔克斯战争是俄罗斯和切尔卡西亚之間有史以来最长的战争。 在战争期间和战后，俄罗斯帝国發動切爾克斯民族清洗，多达 1,500,000 切尔克斯人（占总人口85-97%）被杀或被驱逐到奥斯曼帝国（土耳其的切尔克斯人）。
在战争期间，俄罗斯帝国不承认切尔克西亚是一个独立國家，它认为切尔克斯西亚是被叛军占领的俄罗斯土地，尽管该地区之前从未被俄罗斯統治過。 而俄国将军们從未稱呼称呼切尔克斯西亚當地的居民為切尔克斯人，而是称他們为山地人、土匪和山中人渣。这场战争甚至受到了历史修正主义的影响，俄罗斯官方媒体和官员甚至声称这场戰爭“从未发生过”，他们还声称切尔克西亚是“在16世纪自愿加入俄罗斯”。 